# Menhire von Kerangosquer

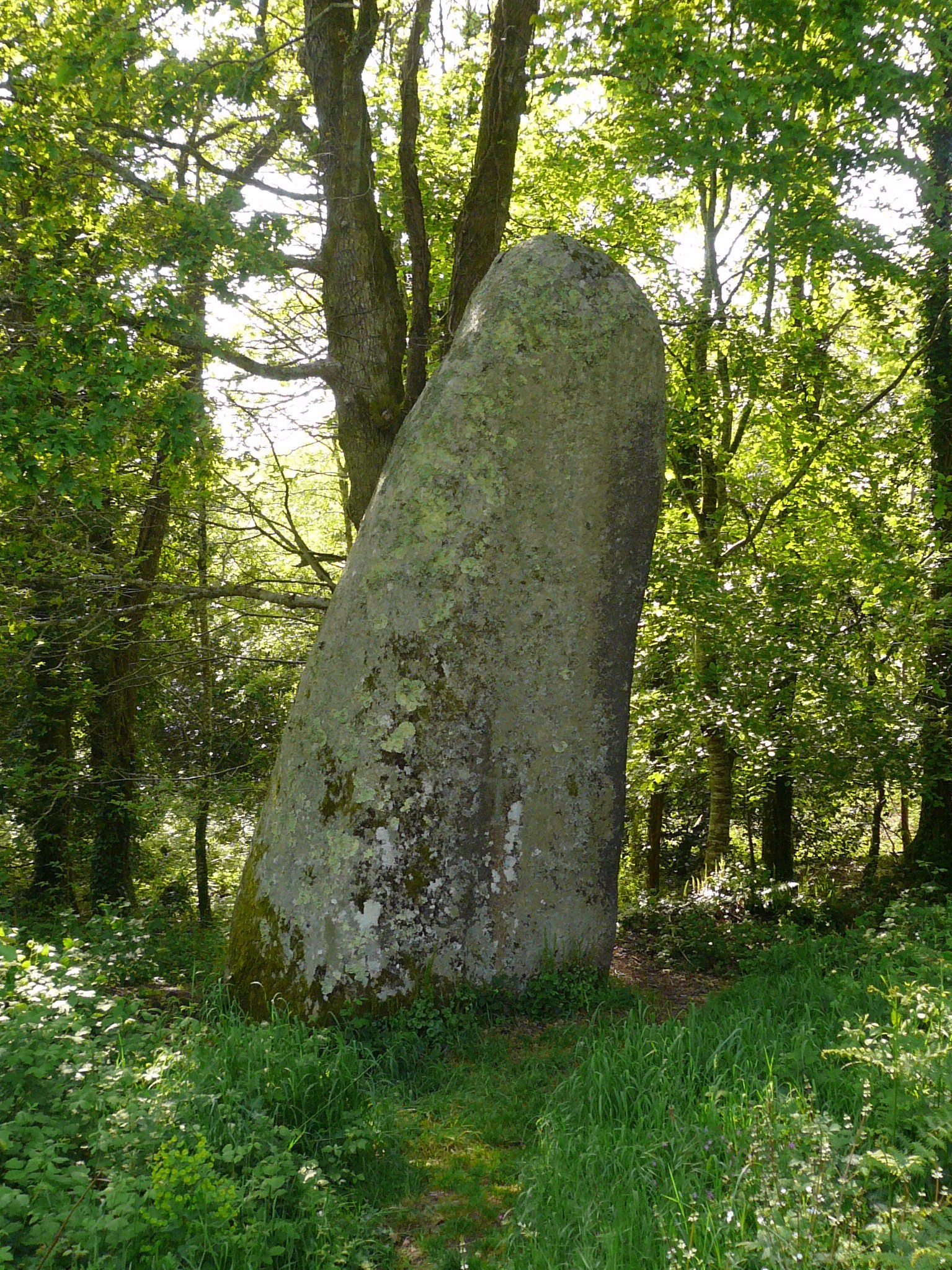
Grand menhir von Kerangosker

Die beiden Menhire von Kerangosquer stehen im Wald südwestlich von Pont-Aven bei Concarneau in der Cornouaille im Département Finistère in der Bretagne in Frankreich.
Der „Grand menhir de Kerangosker“ ist etwa 5,5 m hoch. Tiefer im Wald, 130 m entfernt befindet sich ein zweiter Menhir, dessen Höhe 3,0 m beträgt.
In der Nähe liegen der Dolmen von Brucou und nordwestlich von Pont-Aven die Allée couverte von Coat Luzuen.